# Noyers-sur-Serein
Noyers-sur-Serein – miejscowość i gmina we Francji, w regionie Burgundia-Franche-Comté, w departamencie Yonne.
Według danych na rok 1990 gminę zamieszkiwało 757 osób, a gęstość zaludnienia wynosiła 21 osób/km² (wśród 2044 gmin Burgundii Noyers plasuje się na 311. miejscu pod względem liczby ludności, natomiast pod względem powierzchni na miejscu 104.).

## Bibliografia

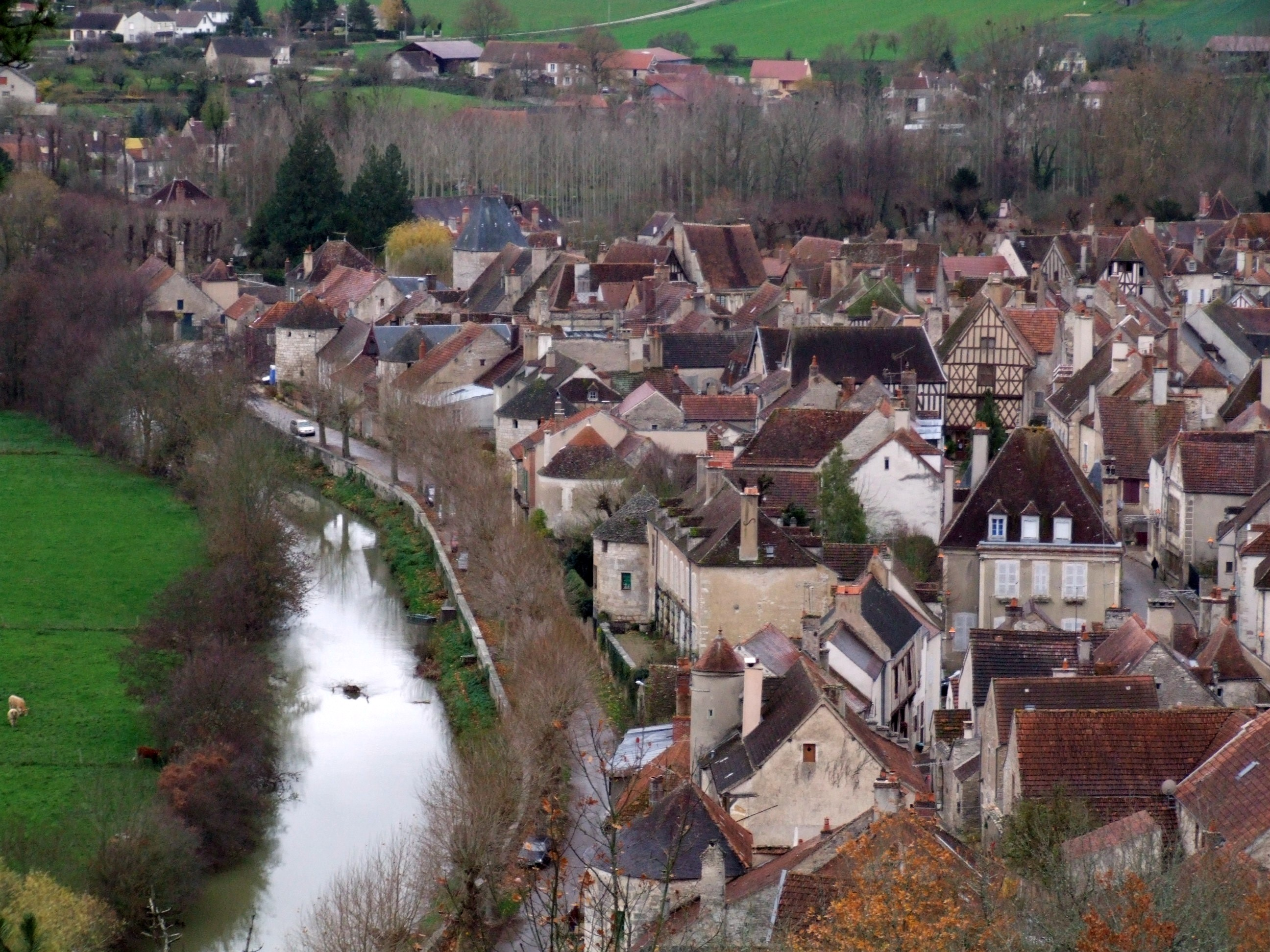
Panorama Noyers-sur-Serein

## Współpraca
- Noceto, Włochy